# 红花烟草
红花烟草是茄科烟草属的一个种，原产巴西南部。红花烟草是花烟草的亲本之一。